# Gorgiera (armatura)
La gorgiera in origine era un collare di acciaio o cuoio progettato per proteggere la gola. Era parte dell'armatura e si utilizzava come protezione contro i colpi di spada o di altre armi che non fossero da lancio. In seguito, in particolare dal Settecento in poi, la gorgiera è diventata un accessorio ornamentale utilizzato come simbolo sulle uniformi militari.

## Parte di armatura
La maggior parte delle versioni medievali di gorgiera consistevano in semplici protezioni del collo e venivano indossate in modo da rimanere in parte al disotto delle componenti dell'armatura che proteggevano il torso. Queste gorgiere assolvevano anche alla funzione di distribuire sulle spalle il peso delle altre parti protettive e molte erano quindi dotate di punti di ancoraggio per le pesanti piastre di corazza usate come protezione frontale.
In seguito, nel corso del Rinascimento le gorgiere non si utilizzarono più insieme a busti corazzati, ma si iniziò a usarle al disopra dell'uniforme. La maggior parte delle gorgiere di questo periodo era finemente cesellata o smaltata finendo per diventare un accessorio molto costoso.
La versione giapponese della gorgiera indossata come parte delle armature samurai veniva detta nodowa.

## Parte di uniformi militari

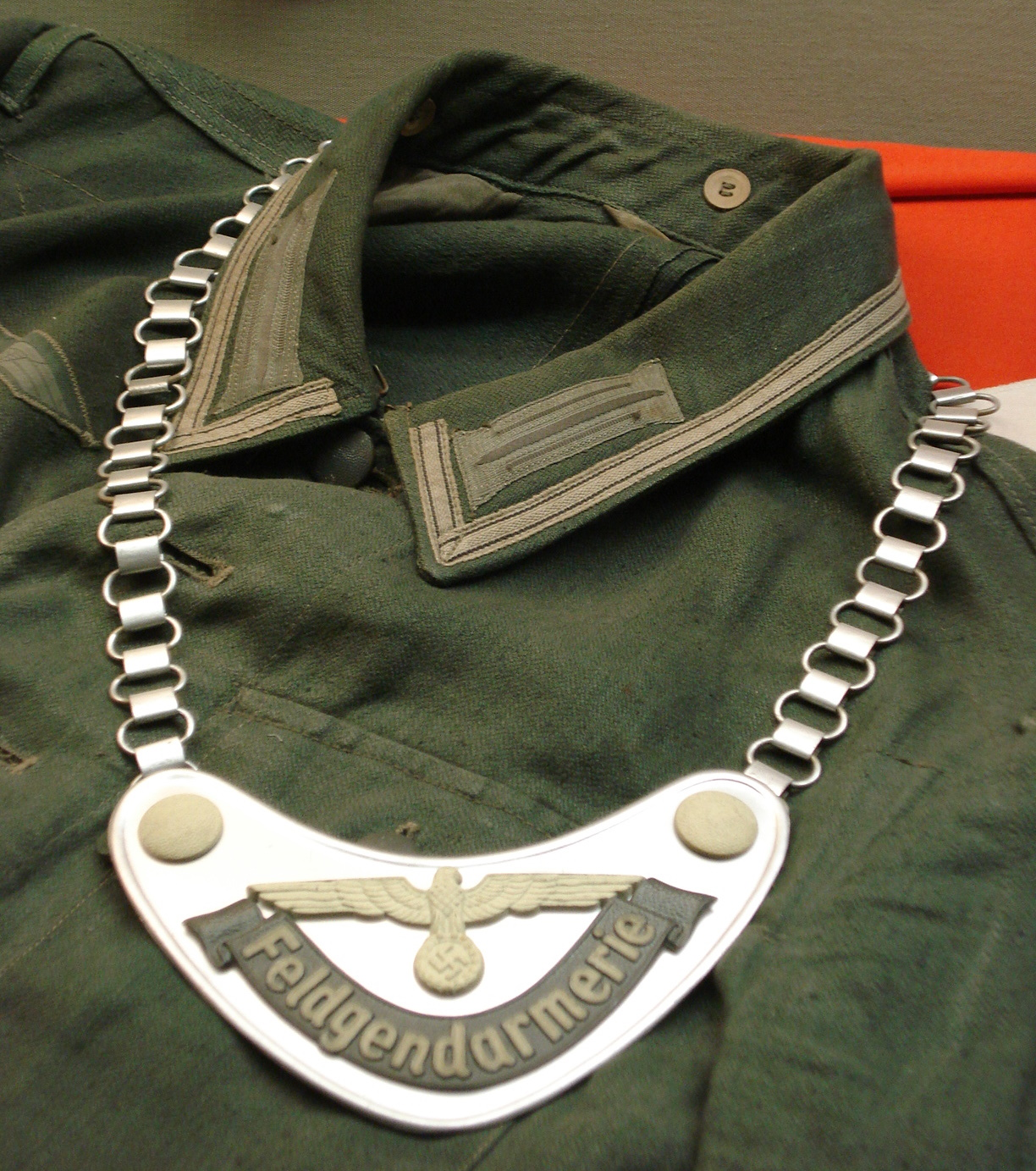
Gorgiera della Feldgendarmerie tedesca, Seconda guerra mondiale

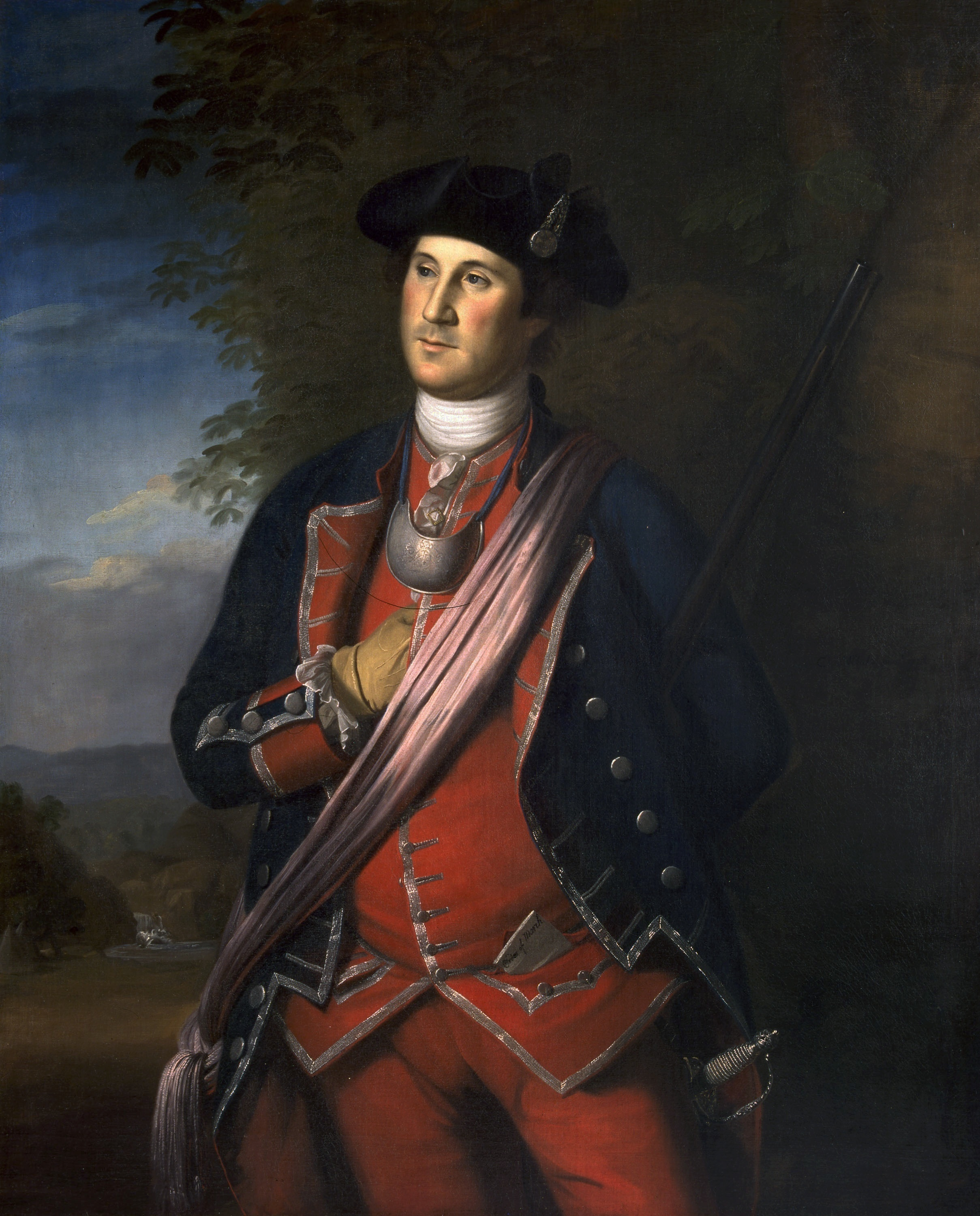
Gorgiera in un ritratto del 1772 dell'allora colonnello George Washington indossata come parte dell'uniforme nel corso della guerra franco-indiana per simboleggiare lo status di ufficiale

Già nel 1688, il regolamento dell'esercito svedese prevedeva che gli ufficiali dell'esercito indossassero la gorgiera. Per i capitani la gorgiera riportava il monogramma del re inciso al di sotto di una corona in smalto azzurro. Per gli altri ufficiali inferiori, era prevista una gorgiera placcata in argento con le iniziali reali in oro.